# Star Wars: Thrawn
Star Wars: Thrawn (también conocida simplemente como Thrawn) es una novela de ciencia ficción ambientada en el universo de Star Wars escrita por Timothy Zahn y publicada el 11 de abril de 2017 por Del Rey Books. Narra los orígenes del Gran Almirante Thrawn, un personaje popular originado en la línea de obras Star Wars Legends, que fueron declaradas no canónicas para la franquicia después de que Disney comprara la licencia de la franquicia en 2012 y redefiniera la continuidad de Star Wars en abril de 2014. La novela se anunció en julio de 2016 junto con la noticia de que el personaje Thrawn sería reintroducido al canon oficial de la franquicia en la serie de televisión animada 3D CGI Star Wars Rebels.
En julio de 2018 se lanzó una secuela, titulada Thrawn: Alliances (en español, Thrawn: Alianzas). Una tercera y última novela, Thrawn: Treason (en español, Thrawn: Traición), se lanzó en julio de 2019.

## Trama
Encontrado en un planeta sin nombre del Borde Exterior, el guerrero chiss exiliado Thrawn se compromete con el Emperador Palpatine y se une a la armada Imperial. La astucia y la experiencia de Thrawn como estratega táctico le ayudan a ascender de rango con una velocidad sin precedentes, aunque sus tácticas renegadas encienden la ira de sus superiores. Al lado de Thrawn está su traductor convertido en ayudante de campo, el alférez Eli Vanto, a quien entrena en los caminos de la guerra. Mientras tanto, la despiadada administradora Arihnda Pryce planea su propio ascenso al poder, buscando ser una poderosa aliada o una enemiga peligrosa ante los ojos de Thrawn.

## Desarrollo
El personaje de Thrawn se presentó originalmente en la novela Heredero del Imperio de Zahn de 1991 y se convirtió en uno de los favoritos de los fanáticos. Luego apareció en varias otras novelas, cuentos, cómics y videojuegos. Tras la adquisición de Lucasfilm en 2012 por parte de The Walt Disney Company, la mayor parte de novelas, comics y videojuegos con licencia producida desde la película original de 1977, Star Wars, pasó a llamarse Star Wars Legends y se declaró no canónica para la franquicia en abril de 2014.
En un vídeo pregrabado, Zahn anunció en la Star Wars Celebration en Londres de julio de 2016 que estaba escribiendo una nueva novela para Del Rey Books titulada Thrawn. El mismo día, Del Rey confirmó en Twitter el lanzamiento de la novela en la primavera de 2017. En una entrevista posterior con StarWars.com, Zahn señaló que la novela abarcaría varios años entre el "primer encuentro" de Thrawn con el Imperio y los acontecimientos de la tercera temporada de Star Wars Rebels, serie de televisión animada en la que el personaje aparece antes al lanzamiento del libro y que lo reintrodujo al canon oficial. Él dijo:

Es muy emocionante [escribir a Thrawn otra vez]. Un escritor nunca sabe qué personajes van a encajar con los lectores, y fue muy gratificante para mí que Thrawn capturara la imaginación de tanta gente durante el último cuarto de siglo. A lo largo de los años, he escrito muchos libros e historias sobre él, pero con este libro visitaré una parte de su vida que nunca antes tuve la oportunidad de explorar.

Cuando se le preguntó si incorporaría algún material de novelas anteriores de Thrawn, Zahn dijo: "He incluido algunos fragmentos. Nada demasiado descarado, sólo pequeños huevos de Pascua para aquellos que están familiarizados con mis otros libros". Aunque en las obras de Legends, Thrawn se usó principalmente en historias posteriores al Retorno del Jedi, tanto Rebels como Thrawn tienen lugar antes de los eventos de la película original de 1977 y muestran su ascenso al poder. Zahn dijo: "Puedo mostrar cómo lo tratan sus compañeros oficiales y compañeros de barco en su ascenso en la escala militar, particularmente cuando no está en una posición de mando sobre ellos".
En enero de 2017 se publicó una sinopsis completa de la novela, seguida de un extracto en marzo de 2017.

## Publicación
Thrawn se publicó el 11 de abril de 2017. Del Rey Books produjo tres portadas variantes: la edición estándar es blanca y presenta el rostro de Thrawn dividido por el lomo; la edición exclusiva de Barnes & Noble tiene el mismo diseño de portada en negro, con un póster extraíble de doble cara que tiene un retrato de Thrawn en un lado y la línea de tiempo de la novela de Del Rey en el otro; y la edición limitada de la Star Wars Celebration tiene una portada sin texto con la cara completa de Thrawn, el retrato en la contraportada y guardas especiales.

## Recepción
Adrian Liang de Omnivoracious calificó la novela como "una sólida adición a las nuevas novelas oficiales de Star Wars", y señaló que "los capítulos de Thrawn POV son los más débiles", mientras que las secciones de Vanto "brindan la mayor información y entretenimiento".

## Adaptación en cómic
En julio de 2017, Marvel Comics anunció que el lanzamiento de una adaptación en una miniserie de cómics de Thrawn está programado para principios de 2018. El primer número se publicó el 14 de febrero de 2018, al que le seguirán cinco más mensualmente.

## Secuelas

### Thrawn: Alliances
Una secuela de Thrawn, titulada Thrawn: Alliances (en español, Thrawn: Alianzas), se anunció durante la Comic Con de Nueva York en octubre de 2017. El lanzamiento de la novela estaba programado para el 26 de junio de 2018, pero luego se retrasó hasta el 24 de julio de 2018. La portada se reveló en noviembre de 2017 y se publicó un extracto en el sitio web oficial de Star Wars el 23 de marzo de 2018. El extracto fue la primera aparición canónica del planeta Batuu, que apareció en Star Wars : Galaxy's Edge, la nueva expansión del parque temático en Disneyland y Disney's Hollywood Studios, en 2019. Thrawn: Alliances fue publicado por Del Rey Books el 24 de julio de 2018 y debutó en el puesto número 1 en la lista de los más vendidos del New York Times.
Thrawn: Alliances se centra en la asociación de Thrawn con Darth Vader, a quien conoce al final de su primera novela. En ella, el Gran Almirante Thrawn y Darth Vader son enviados en una misión a regiones desconocidas para explorar una perturbación en la Fuerza sentida por el Emperador Palpatine. Sin embargo, la misión es más que eso, ya que las lealtades divididas de Thrawn entre el Imperio y su pueblo nativo, el pasado del Chiss y Vader como Jedi, requieren una prueba de lealtad para ambos. El libro también presenta flashbacks de un conflicto de las Guerras Clon con Thrawn y Anakin Skywalker.

### Thrawn: Treason
En diciembre de 2018, se anunció que Timothy Zahn escribiría y publicaría otra secuela de Thrawn, titulada Thrawn: Treason (en español, Thrawn: Traición). La novela fue publicada por Del Rey Books el 23 de julio de 2019 y debutó en el puesto número 5 en la lista de más vendidos del New York Times.
La novela explora la crisis que Thrawn encuentra cuando descubre que su pueblo está en peligro, lo que lo obliga a elegir entre entregar su lealtad al Imperio o a la Ascendencia Chiss.

## Precuelas
En la Comic Con de Nueva York de 2019, se anunció el lanzamiento de una nueva trilogía precuela de Zahn titulada Thrawn Ascendency (en español, Thrawn Ascendencia) con el Libro I: Chaos Rising en mayo de 2020. Después de retrasarse dos veces, la primera novela finalmente se publicó el 1 de septiembre de 2020. En octubre de 2020 se anunció una secuela de Chaos Rising, titulada Greater Good, que se estrenó el 27 de abril de 2021. El 1 de abril de 2020, se anunció la última novela de la trilogía Thrawn Ascendency, titulada Lesser Evil, cuyo lanzamiento está previsto para el 16 de noviembre de 2021.